# Протести в Польщі (2020)
Проабортні протести в Польщі почалися в жовтні 2020 року через рішення Конституційного суду, який посилив закон про аборти в Польщі, практично унеможлививши доступ до них.

## Постанова Конституційного суду
22 жовтня суд виніс постанову, що посилює закон про аборти в Польщі, криміналізувавши аборти практично у всіх випадках, включаючи важку і необоротну інвалідність і небезпечні для життя захворювання плода. Аборт стало можливо зробити тільки у двох випадках: якщо вагітність внаслідок зґвалтування і якщо життя і здоров'я жінки знаходиться під загрозою.

## Хронологія
Відразу ж після прийняття постанови на вулиці в багатьох польських містах вийшли незадоволені люди. На наступний день протести продовжилися, протестувальниці пройшлися по центрах міст, в тому числі й перед церквами.
25 жовтня учасниці й учасники протесту страйкували в церквах, деякі церкви піддалися вандалізму.
27 та 28 жовтня протестуючі перекрили дороги в багатьох великих містах. Згідно з речником поліції, 28 жовтня близько 430 000 людей взяли участь у 410 протестах по всій країні.
30 жовтня 100 000 людей взяли участь в масових протестах у Варшаві. Район Жолібож, де мешкає Ярослав Качинський, заблокувала поліція і не дала людям дістатись до його будинку.

### Відстрочка
3 листопада уряд оголосив, що збирається відстрочити оприлюднення і втілення постанови, поки лідери намагатимуться вийти з глухого кута. Конституційні експерти назвали це найгіршим варіантом, бо польські закони вимагають публікації в «Журналі законів» без затримки.

## Сили безпеки

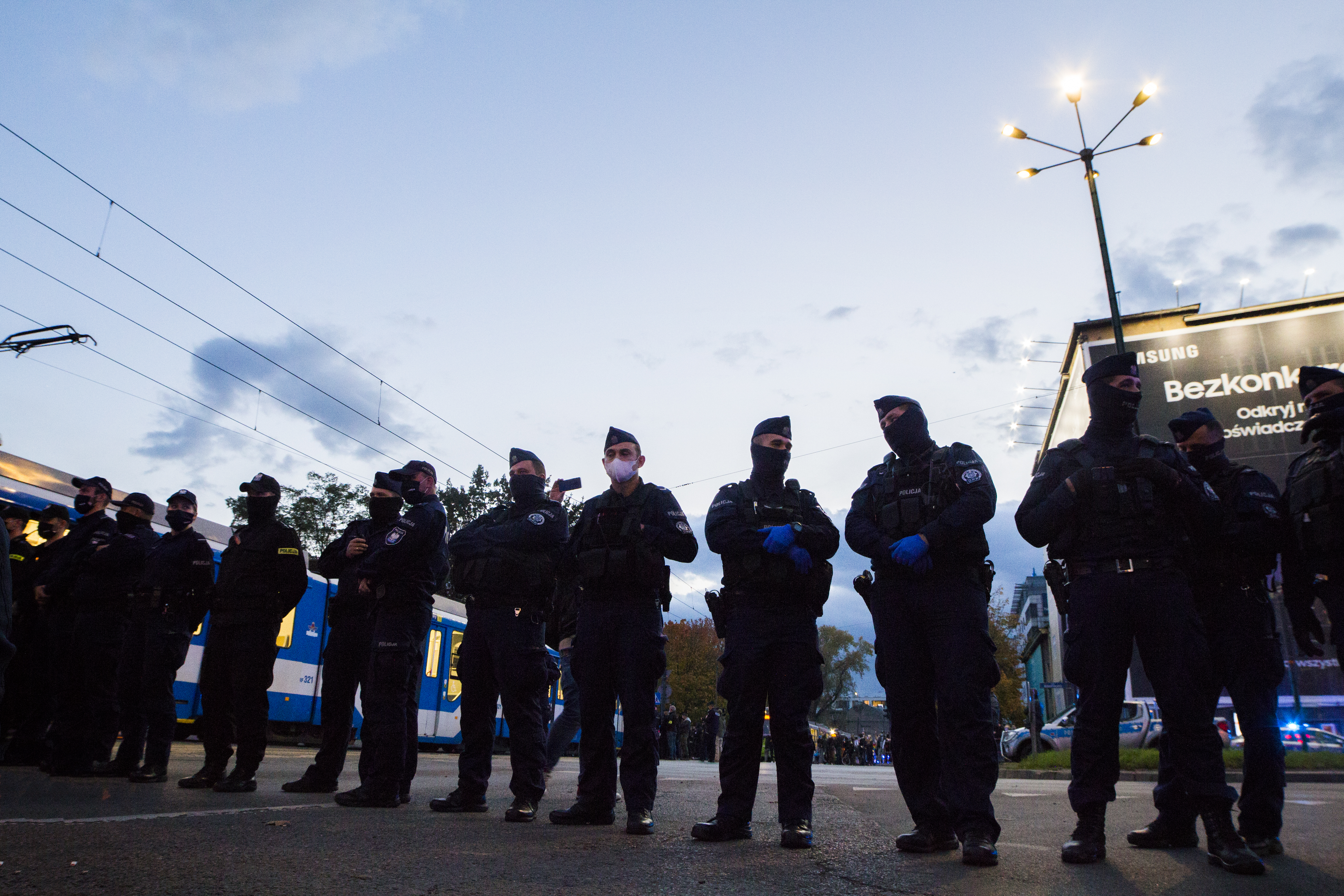
Поліція охороняє блокаду дороги в Кракові, 26 жовтня

23 жовтня, прем'єр-міністр Матеуш Моравецький видав наказав військовій жандармерії допомогти цивільній поліції «захищати безпеку і громадський порядок», починаючи з 28 жовтня 2020 (на цей день було заплановано національний жіночий страйк). Виправданням для такого наказу було вказано пандемію коронавірусної хвороби.
29 жовтня Amnesty International заявила, що протестувальниці(-ки) «зіткнулись із надмірним використанням сили офіцерами поліції, а цілі для арештів вибирались випадковим чином і без доступу до адвокатів».